# Crónica de Don Álvaro de Luna
La Crónica de don Álvaro de Luna relata la vida del condestable Álvaro de Luna, favorito del rey, como personaje de corte y de gobierno en el reino de Juan II de Castilla.
La obra comenzó a redactarse alrededor de 1453 y se publica por primera vez alrededor de 1545 en Milán de forma anónima. Generalmente, se atribuye la autoría a Gonzalo Chacón, a pesar de que la autoría de la crónica sigue dando pie a profundas controversias entre la crítica. 

## Contexto histórico
Álvaro de Luna  (1390-1453) perteneció a una familia aragonesa que se caracterizó por su rápido ascenso entre los siglos XIII y XIV, posible gracias al apoyo constante a la corona y a la progresiva vinculación de sus miembros a la estructura administrativa, política y militar del estado aragonés.
La época de Álvaro de Luna estuvo marcada por las disputas por el poder entre la dinastía de los Trastámara. En 1412, Fernando de Antequera, tío de Juan II, fue coronado rey de Aragón tras años de control sobre la política castellana y de repartir cargos entre todos sus hijos en posiciones de poder. Alfonso V, hijo y sucesor de Fernando, trató a Juan como a un subordinado, y sus hermanos nunca aceptaron la autoridad de Juan II. 
Las tensiones entre los partidos nobles por la posesión del poder real serán la tónica del reinado de Juan II. Álvaro de Luna aprovechará su posición al lado del monarca para repartir cargos y títulos entre sus familiares y amigos, y su propio ascenso económico también vendrá motivado por su cercanía al poder, lo que termina generando un clima de animadversión hacia él.
El valido real se apoyó desde el principio en la baja nobleza, las ciudades, y el clero para hacer frente a los Infantes de Aragón y al resto de partidos nobles. También aprovechó su cercanía al rey para apropiarse en 1423 del título de condestable de Castilla y el patrimonio asociado a éste. Años más tarde, en 1429, tras un conflicto armado, logra por fin expulsar a los Infantes a Aragón, librándose de sus principales enemigos, aunque sólo temporalmente. Fue en la batalla de Olmedo cuando se deshizo finalmente de Enrique, quien más problemas le había causado, y obtuvo el título de Gran Maestre de la Orden de Santiago.
En 1453, fue detenido en Burgos por orden del rey, y fue trasladado posteriormente a Valladolid donde fue condenado al cadalso y degollado. 
Es bien sabido que la condena al cadalso del condestable supuso la confiscación de sus bienes, y originó una sucesión de pleitos protagonizados por sus familiares, con la finalidad de reclamar parte de los bienes, títulos y prebendas que habían pertenecido a don Álvaro de Luna. De una parte, personajes como el Marqués de Villena o Diego López Pacheco, conde de Santiesteban, se esforzaban en demostrar que el delito había existido y que la confiscación de dichos bienes había sido totalmente justa. De otra parte, el resto de ramas familiares reclamaban sus derechos sobre el condado de San Esteban de Gormaz y otro tipo de concesiones reales, apoyándose en la hipótesis de que el delito había sido inexistente y, por tanto, la condena, injusta. Dichos pleitos se alargaron hasta bien entrado el siglo XVI, hecho que constata que la polémica acerca de su condena permaneció viva durante mucho tiempo tras su muerte.

## Estructura y argumento
La Crónica de don Álvaro de Luna está estructurada en capítulos, y no en años, a diferencia de la gran mayoría de crónicas, siendo coincidentes algunos de éstos en año y número. Está compuesta por ciento veintiocho capítulos, cada cual con su correspondiente título explicativo. 
La crítica conviene de forma mayoritaria en dividir la obra en dos partes. Según Juan de Mata Carriazo (1940), el comienzo del capítulo LXXIX resulta llamativo y difiere de manera sustancial de la forma con que hasta entonces se estaba narrando la crónica, añadiéndose numerosas referencias cultas. Esta apreciación dio pie a diversas teorías que podrían justificar una doble autoría.
1ª parte, del capítulo I al LXXIX
La estructura de la primera parte está destinada a justificar cada uno de los grandes pasos que don Álvaro de Luna dio en su imparable ascenso, vinculándolos en todo momento a esta imagen de noble al servicio de la corona y figura leal al monarca. Se relacionan de forma directa los servicios a la corona y la lealtad al rey con la concesión de cargos y premios económicos cada vez más suculentos. Desde el primer momento aparecen retratadas las claves de este constante ascenso, unidas siempre a los elementos que dificultarán el mismo, y que conducirán a la caída del condestable.
2ª parte, del capítulo LXXIX al CXXVIII
Una de las características que define la segunda parte es la sucesión de intentos de asesinato y apresamiento, fundamentalmente dirigidos a la figura del condestable de Castilla. Paralelamente a los intentos de apresarlo y de asesinarlo, se produce también una tensa reflexión entre don Álvaro y sus criados sobre la necesidad y el modo de llevar a cabo el asesinato del contador mayor de Castilla, Alonso Pérez de Vivero.
Uno de los objetivos del autor es dar la impresión de que, durante el último año de su vida, el condestable estuvo acosado, y que sus enemigos, respaldados por la activa intervención del rey, trataron en repetidas ocasiones de apresarlo y darle muerte. Por un lado, esta puesta en escena de los acontecimientos ayuda a acumular datos en favor de la habilidad política de Álvaro de Luna, a poner de relieve su astucia para librarse de los ataques más directos y a aumentar su imagen de mártir perseguido y acosado; por otro, esta secuencia de tramas de asesinato contra él se verá engarzada con la meticulosa planificación del asesinato de su oponente y enemigo más directo.

## Estilo y problemas de clasificación de género
El principal problema de adscripción que presenta la Crónica de don Álvaro de Luna es la clasificación de género literario, puesto que el texto se encuentra a caballo entre dos géneros historiográficos: la crónica y la biografía. 
Antonio Giménez define a la Crónica como una “relación de hechos históricos donde se observa el orden de los tiempos, generalmente con una ordenación por años”. Las características propias de esta son la progresión lineal, el cultivo del detalle, la forma de diario o memoria y la aparición elementos que correspondan al contexto social propio de la época. En la Crónica de don Álvaro de Luna se da un orden cronológico, ya que el autor hace referencias continuas al año en que ocurren los sucesos, a pesar de subdividir la obra en capítulos, y no en años. El autor, por lo tanto, concede más importancia a la materia tratada, la cual suele encabezar el título junto con el número romano, procedimiento totalmente distinto a la típica crónica donde cada capítulo suele ser un año determinado. 
Existe de forma manifiesta la voluntad por parte del autor de transformar al personaje histórico de don Álvaro de Luna en un personaje literario. Esto se resuelve en la aportación planificada e intencionada de una creación literaria de la imagen histórica del personaje a lo largo de todo el texto. El autor se vale de los materiales históricos con que cuenta para elaborar una reestructuración literaria de los acontecimientos, factor que se evidencia en la estructura de la obra, reveladora de un plan de redacción previo, donde se hace patente la manipulación de los papeles históricos de los personajes involucrados en la narración, con la finalidad de entretejer una estructura actancial que responde a unos intereses concretos. Se busca, a través de esta recreación, y valiéndose del uso de un contenido altamente dramático, la identificación emocional del lector con el protagonista
Es evidente, asimismo, que la Crónica de don Álvaro de Luna se centra en la narración de la vida del valido del rey, desde su nacimiento hasta su muerte, siendo la figura del condestable el único hilo conductor de toda la obra que justifica la existencia de la misma. La fuente de los sucesos procede entonces necesariamente de fuentes historiográficas y acontecimientos históricos. No obstante, existe una intención por parte del autor de relatar lo sucedido bajo unos determinados objetivos temáticos, valiéndose de la prosa de ficción para ello. Dichos mecanismos, fácilmente identificables a lo largo del texto, son “la causalidad, la estructura actancial, la construcción de la obra en secuencias, la recreación de los personajes con esquemas tipificados o arquetípicos y la alusión, omisión o manipulación de los acontecimientos históricos”. Se persigue, por tanto, a través de todos estos elementos, el recrear el género del encomium, esto es, “la búsqueda de la exaltación del personaje y de la iluminación de sus virtudes” 
Por otra parte, se ha contemplado la obra como una biografía por ciertas características comunes a las biografías del siglo XV, como son la determinación del linaje del biografiado, el retrato físico y moral y la exposición de los hechos cumplidos por el mismo 
No se puede concluir, por tanto, que la crónica se adscriba a una definición formal de la historia. Tampoco se adscribe fielmente a las características de la crónica debido al rigor científico y biográfico. Se trata, entonces, de una crónica sui generis, una obra mixta que refleja una época de transición: una historia que reúne elementos de crónica y, esencialmente, elementos biográficos

## Autoría
Cabe destacar que existe una marcada controversia acerca de la autoría de la crónica. No hay duda de que el autor fue alguien cercano al Condestable, pues sus fuentes son principalmente la observación directa y la tradición oral, careciendo prácticamente de fuentes escritas.
En un primer momento, Josef Pellicer atribuyó la autoría a Antonio de Castellanos, aunque sin dar razón alguna de la elección de dicho autor para la obra anónima. Otros estudiosos como don Nicolás Antonio, Frankenau o el dr. Francisco Cerdá y Rico siguieron la propuesta y testimonio de Pellicer, atribuyéndole la misma autoría sin titubear, confiando en la sabiduría de su compañero anterior. La razón por la cual se atribuyó la autoría a Antonio de Castellanos fue por el hecho de haber sido el impresor de la obra, creyéndose erróneamente que él podría haber sido también el autor de la misma.  
Sin embargo, personajes como Barreiros defienden que la verdadera autoría de la obra corresponde a Gonzalo Chacón, criado de Don Álvaro de Luna. 
García-Antezanas argumentó a favor de la posibilidad de una doble paternidad literaria, basándose en aspectos estilísticos y diferencias sintácticas, sobre todo poniendo atención en la abrupta desaparición de la recurrente expresión concesiva «como quiera que» tras el capítulo setenta y nueve.
Treinta años después, Montiel Roig no dará crédito a esta posibilidad y justificará estas diferencias en función de la intención del texto y de la existencia de un hilo conductor que une toda la narración (1997). Así, a partir de 1453, cuando comienza a perfilarse la caída del Condestable, el estilo se transforma de manera radical y la acción se hace más lenta para analizar lo sucedido. Indica que no hay ruptura, sino un cambio en las intenciones del autor.  
Montiel Roig plantea la hipótesis de que “el texto de la crónica fuera redactado teniendo en mente estos procesos [judiciales] y las diferentes versiones que de la historia y condena del condestable hacían públicas los implicados”. De esta forma, establece que uno de los objetivos principales de la redacción de la crónica estaría vinculado a la serie de pleitos que fueron surgiendo, intentándose demostrar la inocencia de don Álvaro de Luna y la injusticia de su condena. La crónica estaría, por tanto, al servicio de la rama familiar que trataba de recuperar sus derechos sobre el condado de San Esteban de Gormaz. Así, “leída a la luz de estos pleitos, la Crónica de don Álvaro de Luna puede ser interpretada como una enorme amplificatio de un alegato defensivo en favor del condestable”. La estructura estaría, por tanto, destinada a llevar al lector - desde una meditada narración - de su ascenso y servicios a la corona hasta su caída, haciendo hincapié en su inocencia, y no tanto en los pormenores de su vida. 
Sin embargo, estos argumentos que rechazan la doble autoría parecen poco sólidos, ya que el cambio en el estilo se produce cuando la crónica refiere el año 1449, año en que el condestable gozaba todavía del favor del Rey.
No puede afirmarse de forma concluyente que Gonzalo Chacón sea el único autor, tal y como señala Mata Carriazo (1940). Los sólidos argumentos estilísticos defendidos por García-Antezanas (1967), las insuficientes refutaciones de Montiel Roig (1997) y todos los argumentos esgrimidos anteriormente, no permiten esclarecer de forma contundente el problema de la autoría.